# Dziewiczy Ług
Dziewiczy Ług – kolonia wsi Słójka w Polsce, położona w województwie podlaskim, w powiecie sokólskim, w gminie Szudziałowo.
W latach 1975–1998 kolonia administracyjnie należała do województwa białostockiego.